# 首爾地鐵2號線
首爾地鐵2號線（：／ Seoul Jihacheol Ihoseon */?）是一條位於韓國首爾特別市的地鐵路線，隸屬於首都圈電鐵系統，由本線（乙支路循環線）、聖水支線及新亭支線所構成。2號線是首尔地下铁中唯一一條全線為環狀線的地鐵路線，以中區的市廳站作為起終點站發車，聖水支線則以聖水站為起點、終至新設洞站；新亭支線以新道林站為起點，終至喜鹊山站。全線總長60.2公里，設有51個車站，由首尔交通公社營運管理。路線顏色是草綠色。
就運行系統而言，乙支路循環線的順時針方向循環稱為「內線循環」（내선 순환），逆時針方向循環稱為「外線循環」（외선 순환），聖水支線與新亭支線則以來回方式運行。另外根據2012年的數據資料，2號線是全韓國軌道交通系統中最擁擠的路線，佔首尔地下铁整體乘客的31%，每日平均有204萬8000人使用此線。

## 路線資料
- 路線總長：60.2公里
  - 本线：48.8公里
  - 圣水支线：5.4公里
  - 新亭支线：6.0公里
- 軌間距離：1,435mm（標準軌）
- 站數：51
  - 本线：43
  - 圣水支线：4
  - 新亭支线：4
- 複線區間：全線
- 電化區間：全線（直流電1,500V・高架電車線）
- 閉塞方式：ATS・ATC・ATO
- 車輛基地：君子车辆基地、新亭车辆基地

## 歷史
- 1980年10月31日 ：新設洞站－綜合運動場站區間通車。
- 1982年12月23日 ：綜合運動場站－首爾教育大學站區間通車。
- 1983年9月16日 ：乙支路入口站－聖水站區間通車，同時聖水支線（新設洞－聖水）與本線分離岔出。
- 1983年12月12日 ：首爾教育大學站－首爾大學站區間通車。
- 1984年5月22日 ：首爾大學站－乙支路入口站區間通車，至此本線全線通車。
- 1985年3月1日 ：華陽站更名為建國大學站。
- 1985年10月24日 ：首爾運動場站更名為東大門運動場站。
- 1992年3月20日 ：基地站更名為龍踏站。
- 1992年5月22日 ：新亭支線新道林站－阳川区厅站區間通車。
- 1996年2月29日～30日 ：新亭支線全線通車。
- 1996年12月31日 ：堂山站－合井站區間因連接漢江兩岸的堂山鐵橋重建而封閉。
- 1999年11月22日 ：堂山站－合井站區間復駛，舊有的鐵橋被1.3公里長的混凝土大橋所取代。
- 2004年10月1日：九老工團站更名為九老數碼園區站。
- 2005年10月20日 ：龍頭站啟用。
- 2009年10月29日 ：東大門運動場站更名為東大門歷史文化公園站。
- 2010年5月27日 ：城內站更名為蚕室渡口站。
- 2010年9月 ：號誌系統變更為ATS／ATO。
- 2014年5月2日 ：本線239車次於上往十里站出發時與第212車次發生列車追撞事故，造成170人受傷。
- 2014年11月1日 ：Larva彩繪列車開始運行。
- 2015年5月31日 ：Larva彩繪列車結束運行。
- 2016年11月30日 ：炉石传说彩繪列車開始運行。
- 2016年12月15日 ：新川站更名為蠶室新川站。
- 2016年12月31日 ：炉石传说彩繪列車結束運行。

## 車站列表

### 本線（乙支路循環線）
| 車站編號         | 中文站名                      | 韓文站名         | 英文站名                               | 接續路線                                                       | 站間距離         | 累積距離         | 所在地           | 所在地           |
| ↑ 往忠正路站方向 | ↑ 往忠正路站方向              | ↑ 往忠正路站方向 | ↑ 往忠正路站方向                       | ↑ 往忠正路站方向                                               | ↑ 往忠正路站方向 | ↑ 往忠正路站方向 | ↑ 往忠正路站方向 | ↑ 往忠正路站方向 |
| ---------------- | ----------------------------- | ---------------- | -------------------------------------- | -------------------------------------------------------------- | ---------------- | ---------------- | ---------------- | ---------------- |
| 201              | 市廳                          |                  |                                        | ●首都圈電鐵1號線                                               | 0.0              | 0.0              | 首爾特別市       | 中區             |
| 202              | 乙支路入口                    |                  |                                        |                                                                | 0.7              | 0.7              | 首爾特別市       | 中區             |
| 203              | 乙支路三街                    |                  |                                        | ●首都圈電鐵3號線                                               | 0.8              | 1.5              | 首爾特別市       | 中區             |
| 204              | 乙支路四街                    |                  | （BC Card）                            | ●首都圈電鐵5號線                                               | 0.6              | 2.1              | 首爾特別市       | 中區             |
| 205              | 東大門歷史文化公園 （DDP）    |                  | （DDP）                                | ●首都圈电铁4号线 ●首都圈電鐵5號線                              | 1.0              | 3.1              | 首爾特別市       | 中區             |
| 206              | 新堂                          |                  |                                        | ●首尔地铁6号线                                                 | 0.9              | 4.0              | 首爾特別市       | 中區             |
| 207              | 上往十里                      |                  |                                        |                                                                | 0.9              | 4.9              | 首爾特別市       | 城東區           |
| 208              | 往十里 （城東區廳）           |                  | （Seongdong-Gu Office）                | ●首都圈電鐵5號線 ●首都圈電鐵京義·中央線 ●首都圈電鐵水仁·盆唐線 | 0.8              | 5.7              | 首爾特別市       | 城東區           |
| 209              | 漢陽大學                      |                  |                                        |                                                                | 1.0              | 6.7              | 首爾特別市       | 城東區           |
| 210              | 纛島                          |                  |                                        |                                                                | 1.1              | 7.8              | 首爾特別市       | 城東區           |
| 211              | 聖水                          |                  |                                        | ●首爾地鐵2號線聖水支線                                         | 0.8              | 8.6              | 首爾特別市       | 城東區           |
| 212              | 建國大學                      |                  |                                        | ●首爾地鐵7號線                                                 | 1.2              | 9.8              | 首爾特別市       | 廣津區           |
| 213              | 九宜 （廣津區廳）             |                  | （Gwangjin-gu Office）                 |                                                                | 1.6              | 11.4             | 首爾特別市       | 廣津區           |
| 214              | 江邊 （東首爾客運站）         |                  |                                        |                                                                | 0.9              | 12.3             | 首爾特別市       | 廣津區           |
| 215              | 蠶室渡口                      |                  | （Suhyup Insurance）                   |                                                                | 1.8              | 14.1             | 首爾特別市       | 松坡區           |
| 216              | 蠶室 （松坡區廳）             |                  | （Songpa-gu Office）                   | ●首爾地鐵8號線                                                 | 1.0              | 15.1             | 首爾特別市       | 松坡區           |
| 217              | 蠶室新川                      |                  |                                        |                                                                | 1.2              | 16.3             | 首爾特別市       | 松坡區           |
| 218              | 綜合運動場                    |                  |                                        | ●首爾地鐵9號線                                                 | 1.2              | 17.5             | 首爾特別市       | 松坡區           |
| 219              | 三成 （會展中心）             |                  | （World Trade Center Seoul）           |                                                                | 1.0              | 18.5             | 首爾特別市       | 江南區           |
| 220              | 宣陵                          |                  | （Acuon Savings Bank）                 | ●首都圈電鐵水仁·盆唐線                                         | 1.3              | 19.8             | 首爾特別市       | 江南區           |
| 221              | 驛三                          | （센터필드）     | （Centerfield）                        |                                                                | 1.2              | 21.0             | 首爾特別市       | 江南區           |
| 222              | 江南                          |                  |                                        | ●新盆唐線                                                      | 0.8              | 21.8             | 首爾特別市       | 江南區           |
| 223              | 首爾教育大學 （法院·檢察廳）  |                  | （Court & Public Prosecutors' Office） | ●首都圈電鐵3號線                                               | 1.2              | 23.0             | 首爾特別市       | 瑞草區           |
| 224              | 瑞草                          |                  |                                        |                                                                | 0.7              | 23.7             | 首爾特別市       | 瑞草區           |
| 225              | 方背 （白石藝術大學）         |                  | （Baekseok Arts Univ.）                |                                                                | 1.7              | 25.4             | 首爾特別市       | 瑞草區           |
| 226              | 舍堂 （大肛醫院）             |                  | （Daehang Hospital）                   | ●首都圈电铁4号线                                               | 1.6              | 27.0             | 首爾特別市       | 冠岳區           |
| 227              | 落星垈 （姜邯贊）             |                  | （Gang-Gamchan）                       |                                                                | 1.7              | 28.7             | 首爾特別市       | 冠岳區           |
| 228              | 首爾大學 （冠岳區廳）         |                  | （Gwanak-gu Office）                   |                                                                | 1.0              | 29.7             | 首爾特別市       | 冠岳區           |
| 229              | 奉天                          |                  |                                        |                                                                | 1.0              | 30.7             | 首爾特別市       | 冠岳區           |
| 230              | 新林 （陽地醫院）             |                  | （Yangji Hospital）                    | ●首爾輕電鐵新林線                                              | 1.1              | 31.8             | 首爾特別市       | 冠岳區           |
| 231              | 新大方                        |                  |                                        |                                                                | 1.8              | 33.6             | 首爾特別市       | 銅雀區           |
| 232              | 九老數碼園區 （圓光數字大學） |                  | （Wonkwang Digital Univ.）             |                                                                | 1.1              | 34.7             | 首爾特別市       | 九老區           |
| 233              | 大林 （九老區廳）             |                  |                                        | ●首爾地鐵7號線                                                 | 1.1              | 35.8             | 首爾特別市       | 九老區           |
| 234              | 新道林                        |                  |                                        | ●首都圈電鐵1號線 ●首爾地鐵2號線新亭支線                        | 1.8              | 37.6             | 首爾特別市       | 九老區           |
| 235              | 文來 （金眼科醫院）           |                  |                                        |                                                                | 1.2              | 38.8             | 首爾特別市       | 永登浦區         |
| 236              | 永登浦區廳                    |                  |                                        | ●首都圈電鐵5號線                                               | 0.9              | 39.7             | 首爾特別市       | 永登浦區         |
| 237              | 堂山                          |                  |                                        | ●首爾地鐵9號線                                                 | 1.1              | 40.8             | 首爾特別市       | 永登浦區         |
| 238              | 合井 （世亞大廈）             |                  | （SeAH Tower）                         | ●首尔地铁6号线                                                 | 2.0              | 42.8             | 首爾特別市       | 麻浦區           |
| 239              | 弘益大學                      |                  |                                        | ●首都圈電鐵京義·中央線 ●仁川國際機場鐵道                       | 1.1              | 43.9             | 首爾特別市       | 麻浦區           |
| 240              | 新村                          |                  |                                        |                                                                | 1.3              | 45.2             | 首爾特別市       | 麻浦區           |
| 241              | 梨花女子大學                  |                  |                                        |                                                                | 0.8              | 46.0             | 首爾特別市       | 麻浦區           |
| 242              | 阿峴 （秋溪藝術大學）         |                  | （Chugye Univ. for the Arts）          |                                                                | 0.9              | 46.9             | 首爾特別市       | 麻浦區           |
| 243              | 忠正路 （京畿大學）           |                  | （Kyonggi Univ.）                      | ●首都圈電鐵5號線                                               | 0.8              | 47.7             | 首爾特別市       | 西大門區         |
| ↓ 往市廳站方向   |                               |                  |                                        |                                                                |                  |                  |                  |                  |

### 聖水支線
| 車站編號 | 中文站名            | 韓文站名 | 英文站名                 | 接續路線                               | 站間距離 | 營業距離 | 所在地     | 所在地   |
| -------- | ------------------- | -------- | ------------------------ | -------------------------------------- | -------- | -------- | ---------- | -------- |
| 211      | 聖水                |          |                          | 本線                                   | 0.0      | 0.0      | 首爾特別市 | 城東區   |
| 211-1    | 龍踏                |          |                          |                                        | 2.3      | 2.3      | 首爾特別市 | 城東區   |
| 211-2    | 新踏                |          |                          |                                        | 1.0      | 3.3      | 首爾特別市 | 城東區   |
| 211-3    | 龍頭 （東大門區廳） |          | （Dongdaemun-gu Office） |                                        | 0.9      | 4.2      | 首爾特別市 | 東大門區 |
| 211-4    | 新設洞              |          |                          | ●首都圈電鐵1號線 ●首爾輕電鐵牛耳新設線 | 1.2      | 5.4      | 首爾特別市 | 東大門區 |

### 新亭支線
| 車站編號 | 中文站名     | 韓文站名 | 英文站名 | 接續路線              | 站間距離 | 營業距離 | 所在地     | 所在地 |
| -------- | ------------ | -------- | -------- | --------------------- | -------- | -------- | ---------- | ------ |
| 234      | 新道林       |          |          | ●首都圈電鐵1號線 本線 | 0.0      | 0.0      | 首爾特別市 | 九老區 |
| 234-1    | 道林川       |          |          |                       | 1.0      | 1.0      | 首爾特別市 | 九老區 |
| 234-2    | 陽川區廳     |          |          |                       | 1.7      | 2.7      | 首爾特別市 | 陽川區 |
| 234-3    | 新亭十字路口 |          |          |                       | 1.9      | 4.6      | 首爾特別市 | 陽川區 |
| 234-4    | 喜鵲山       |          |          | ●首都圈電鐵5號線      | 1.4      | 6.0      | 首爾特別市 | 江西區 |

## 换乘站
已開通的轉乘站
- 市廳站：换乘1号线，通道换乘。2号线站厅设两条通道前往1号线不同方向月台，其中来往逍遥山方向通道很短，来往仁川/新昌方向因需要上跨1号线轨行区而略长。
- 乙支路3街站：换乘3号线，通道换乘。2号线月台东部为前往3号线月台的短通道。
- 乙支路4街站：换乘5号线，节点换乘，从2号线月台中部可下至换乘层，再下一层即为5号线月台。
- 東大門歷史文化公園站：换乘4号线，节点换乘。月台中部有换乘楼梯直接到达4号线月台。换乘5号线：须穿过整个4号线站体，距離稍遠，因此2号线与5号线之间的换乘请在邻站乙支路4街完成。
- 新堂站：换乘6号线，通道换乘。由于通道太长，设置有双向電動步道。
- 往十里站：换乘5号线时须下楼至5号线换乘层，再下至5号线月台；换乘京義·中央線和水仁·盆唐線须上楼到国铁与地铁公用的地下站厅，再上楼至相应月台。
- 聖水站：换乘圣水支线。外环方向与支线之间可以跨月台平行换乘，但因为支线采4节编组，可能需要步行一段才能到达候车区；内环方向则因月台构造原因不能实现跨月台换乘，而需返回大厅换乘。
- 新設洞站：换乘1号线和轻轨牛耳新设线，均为站厅通道换乘，且换乘牛耳新设线更因须穿过1号线站厅，距离较远。
- 建國大學站：换乘7号线，站厅通道换乘，其中一条为到达7号线换向层，另一条直达石南方向月台。
- 蚕室站：换乘8号线，站台通道换乘，但因距离太远（约200米），通道存在一个缓坡且没有任何无障碍设施，换乘极其不便。本站8号线原计划设于2号线站台正下方以实现节点换乘，但由于周边地质条件不允许（主要是石村湖的存在导致周边土质过软）而改为现状。
- 綜合運動場站：换乘9号线：站厅通道换乘，9号线较深，但全程设自动扶梯。
- 宣陵站：换乘水仁·盆唐線：节点换乘。2号线月台设置自动扶梯直接到达不同方向的月台，因此换乘时须注意方向。
- 江南站：换乘新盆唐線：通道换乘，2号线站台上设置扶梯进入换乘通道前往新盆唐线。
- 首爾教育大學站：换乘3号线。节点换乘，内环方向节点直达3号线月台，但外环方向节点只能到达3号线缓冲层，须步行一段距离才能再下至3号线月台。
- 舍堂站：换乘4号线，节点换乘，外环方向节点可以直接到达，但内环方向节点内须步行一段距离。
- 新林站：换乘轻轨新林线，需返回大堂经两线大堂间短通道换乘。
- 大林站：换乘7号线，站厅通道换乘。
- 新道林站：换乘1号线和新亭支线。须前往B1站厅或B3换向通道（仅限2号线内）换乘。
- 喜鹊山站：换乘5号线，与河南黔丹山／马川方向为跨月台平行换乘，但傍花方向因月台构造只能返回大厅换乘。
- 永登浦区厅站：换乘5号线，经5号线站厅换乘，但只有外环方向有直达电扶梯，内环方向须先换向。
- 堂山站：换乘9号线，站厅换乘。9号线设超长电扶梯直接到达2号线高架站台。
- 合井站：换乘6号线，换乘层换乘，须先下行至B3换乘层再下行至6号线月台。
- 弘益大學站：换乘机场铁道和京義·中央線，超长通道换乘（400米）。由于通道过长，设置電動步道。
- 忠正路站：换乘5号线。站厅通道换乘，距离较长，且因通道为折线，无法设置電動步道。

未預留轉乘空間的車站
- 新道林站：换乘首都圈廣域急行鐵道B路線（朝鲜语：수도권 광역급행철도 B노선）。因B线为远期线路，1/2号线未作预留。
- 往十里站：换乘轻轨东北线。未作预留。
- 新村站，首爾大學站：换乘轻轨西部线，均未作预留。
- 九老數碼園區站：换乘新安山線，未作预留。
- 三成站：换乘首都圈广域急行铁路和轻轨慰礼新沙线，及前往奉恩寺站换乘9号线（目前两站完全不相通，换乘须出站绕行COEX商场，且需重新付费）。2号线建设时未作预留，且因为急行铁路车站（永东大道换乘中心）须一同设计前往奉恩寺站的换乘通道，预计来往2号线，9号线车站和急行铁路站均为超长通道换乘。本站另有SRT，KTX停靠构想。受到永东大道换乘中心规划修改的影响，慰礼新沙线轻轨车站位置发生变更，换乘方式未知。

預留轉乘空間但未使用的車站
- 新堂站：原定换乘10号线，6号线建设时已经直接预先兴建了前往10号线的换乘通道和月台部分结构，但因3期地下铁计划中止，且继承的新安山線预计不会兴建原10号线市区段，因此此预留面临彻底废弃的危险。

## 使用车辆
現役車輛
- 首尔交通公社2000系VVVF电力动车组

退役車輛
- 2000系MELCO電聯車
- 2000系GEC電聯車
- 2000系電阻控制電聯車（朝鲜语：서울교통공사 2000호대 저항제어 전동차）

## 衍生

### 相關產品
首爾地鐵2號線聖水站至三成站之間收錄於手機鐵路模擬遊戲Hmmsim和Hmmsim2。然而同樣在此路線行走的2000系VVVF列車並無收錄在內。

### 相關音樂影片
GFRIEND的Crossroads部分場景於此線2000系VVVF列車與龍踏站月台拍攝。

## 外部連結
- urbanrail.net介紹